# Yákov Kreizer
Yákov Grigórievich Kreizer (en ruso: Я́ков Григо́рьевич Кре́йзер; Vorónezh, Imperio ruso; 4 de noviembre de 1905 - Moscú, Unión Soviética, 29 de noviembre de 1969) fue un oficial militar (general del ejército) soviético que luchó en las filas del Ejército Rojo durante la Segunda Guerra Mundial. Tuvo un papel muy destacado durante las primeras fases de la guerra sobre todo durante la batalla de Moscú, cuando al mando de la 1.ª División de Fusileros Motorizados detuvo el avance de la 18.ª División Panzer durante un par de días.

## Biografía

### Infancia y juventud
Yákov Kreizer nació en 4 de noviembre de 1905 en la localidad de Vorónezh, en la gobernación de Vorónezh en lo que entonces era parte del Imperio ruso (actualmente en el óblast de Vorónezh en Rusia), en el seno de una familia judía, su padre era un pequeño comerciante. Educado en un gymnasium clásico. Después de completar los cursos de construcción de carreteras en Vorónezh, fue nombrado capataz en periodo de pruebas en el Comité de Estructuras del Estado.
Ingresó como voluntario en el Ejército Rojo en febrero de 1921 y fue asignado a la 22.ª Escuela de Infantería de Vóronezh, en 1921 participó como cadete en la represión de los levantamientos campesinos. Después de graduarse en 2023, fue asignado al 144.º Regimiento de Fusileros, inicialmente como líder de escuadrón, luego como comandante de pelotón y finalmente como comandante asistente de compañía. A principios de enero de 1924, asumió el puesto de jefe del equipo de guardia para la protección del Almacén de Artillería Central de Pávlovsk, puesto en el que permaneció hasta noviembre de 1925, cuando fue puesto al mando de un pelotón, primero en la Compañía de Fusileros independiente de Pávlovsk-Posad, luego desde junio de 1927, en la 18.ª Compañía de Fusileros Independiente. En 1925 se unió al Partido Comunista —en esa época conocido como Partido Obrero Socialdemócrata de Rusia (bolchevique)—.
Desde enero de 1928 sirvió en el 3.er Regimiento de Fusileros de la División de Fusileros Proletarios de Moscú: como comandante de pelotón, compañía, fusileros y batallones de entrenamiento, jefe de la escuela del regimiento. En 1931, se graduó en el curso de ametralladora de los cursos de entrenamiento avanzado de Tiro y táctica para el personal de comando del Ejército Rojo, conocido de forma coloquial como «curso Vystrel». En julio de 1937 fue nombrado subcomandante del 1.er Regimiento de Fusileros de la División de Fusileros Proletaria de Moscú. Posteriormente, en abril de 1938, estuvo al mando del 356.º Regimiento de Fusileros de la 1.ª División de Fusileros de Moscú.
Entre enero y agosto de 1939, fue comandante asistente de la 84.ª División de Fusileros de Tula del Distrito Militar de Moscú (MVO, por sus siglas en ruso), desde agosto del mismo año, comandante de la 172.ª División de Fusileros. En 1941 se graduó en los cursos de formación avanzada para oficiales superiores en la Academia Militar Frunze y posteriormente, el 11 de marzo de 1941, fue nombrado comandante de la 1.ª División de Fusileros Motorizados de Moscú también situada en el Distrito Militar de Moscú.

### Segunda Guerra Mundial
A principios de julio de 1941, poco después del inicio de la invasión alemana de la Unión Soviética, cerca de la ciudad de Borísov, en la curva del Berézina, la 1.ª División de Fusileros Motorizados de Kreizer, utilizando tácticas de defensa móvil, fue capaz de detener el avance de la 18.ª División Panzer de la Wehrmacht a lo largo de la carretera Minsk-Moscú durante más de dos días. Lo que permitió a las tropas del segundo escalón estratégico del Ejército Rojo establecer fuertes posiciones defensivas a lo largo del río Dniéper. El 11 de julio, la división soviética recibió órdenes de retirarse de la batalla, pero al día siguiente se envió la división para participar en la batalla defensiva de Smolensk. Ese mismo día, 12 de julio, Kreiser resultó herido en batalla y tuvo que ser evacuado.
En sus memorias, Gueorgui Zhúkov escribió sobre la actuación del entonces coronel Yákov Kreizer

Sobre el río Berézina pelearon nuestras fuerzas con singular empeño en las cercanías de la ciudad de Borísov, donde se batió la escuela local de tanques, dirigida por el comisario de cuerpo I. Z. Susaikov. En ese momento, llega allí la 1.ª División de Fusileros Motorizados de Moscú a las órdenes del mayor general Ya. G. Kreizer. Completada conforme a las normas de tiempo de guerra, estaba bien entrenada y pertrechada con tanques T-34. El general Kreizer, al que también fue subordinada la Escuela de Tanques de Borísov, consiguió detener a la 18.ª División Panzer reforzada del enemigo durante más de dos días. Esto fue muy importante en aquellos momentos. En esos combates, se distinguió brillantemente el general Kreizer.

El 22 de julio de 1941 por decreto del Presídium del Sóviet Supremo de la URSS, por el «desempeño ejemplar de las misiones de combate del comando en el frente de la lucha contra el fascismo alemán y el valor y el heroísmo mostrados al mismo tiempo», el coronel Kreizer recibió el título de Héroe de la Unión Soviética junto con la Estrella de Oro n.º 561 y la Orden de Lenin.

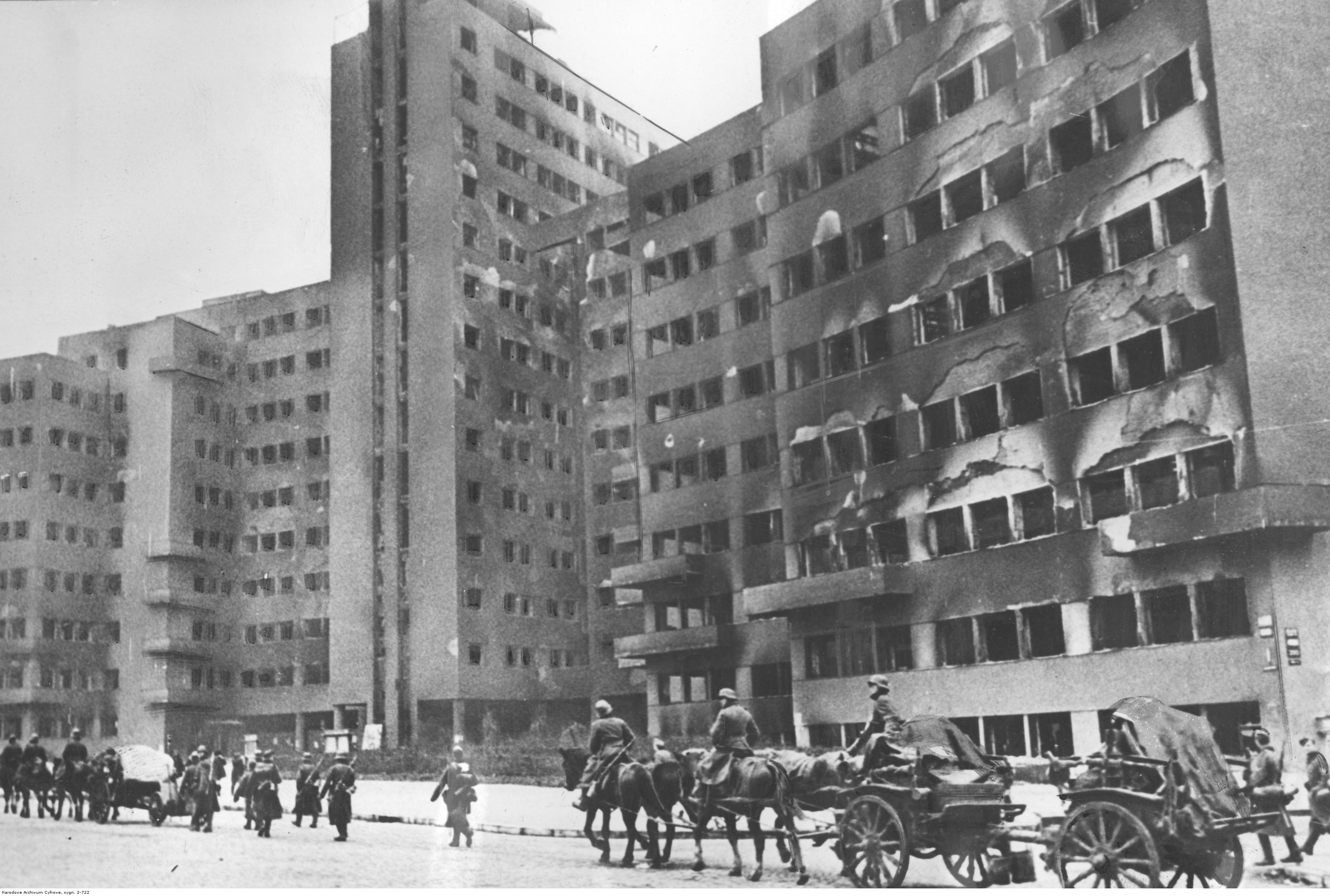
Un destacamento de artillería alemán marcha en frente de varios edificios calcinados después de ocupar Járkov

En agosto de 1941, después de recuperarse de sus heridas, fue asignado al mando del 3.er Ejército, que, como parte del Frente de Briansk, participó en las operaciones defensivas de Oriol-Briansk (Bolsa de Briansk) y en la batalla de Tula, y como parte del Frente Sudoeste, en la operación ofensiva Yelets. En diciembre de 1941 abandonó el frente de batalla para realizar un curso acelerado en la Academia Militar del Estado Mayor de las Fuerzas Armadas de la URSS. En febrero de 1942, después de completar los cursos, asumió el puesto de comandante adjunto del 57.º Ejército en el Frente Sur al mando del cual combatió en la batalla de Járkov donde el ejército fue cercado. Tras la muerte de su comandante, sumió el mando y fue capaz de sacar del cerco alemán a parte de los efectivos del 57.º Ejército.
En septiembre de 1942, fue nombrado comandante del 1.er Ejército de Reserva (en octubre fue renombrado como 2.º Ejército de Guardias), al mando del 2.º Ejército participó en la batalla de Stalingrado como parte de los frentes del Don y Stalingrado. En noviembre de 1942, resultó nuevamente herido en combate con lo que tuvo que se evacuado a un hospital, donde permaneció hasta el 14 de enero de 1943, cuando se reincorporó nuevamente a su antiguo puesto, al mando del 2.º Ejército, ahora integrado en el Frente Sur. Las tropas bajo su mando llevaron a cabo batallas ofensivas en dirección a Rostov. A finales de febrero, sus tropas llegaron al río Mius, donde se pusieron a la defensiva.
El 2 de agosto de 1943, el teniente general Kreizer fue nombrado comandante del 51.º Ejército como parte del Frente Sur (El 20 de octubre de 1943, fue renombrado como Cuarto Frente Ucraniano), al frente del cual luchó hasta el final de la guerra. El 51.º Ejército se distinguió durante la liberación del Dombás (véase batalla del Dniéper) y durante la ofensiva de Crimea, después de concluir satisfactoriamente la liberación de la mayor parte de Ucrania, el ejército fue transferido al sector norte del frente soviético-alemán, donde luchó integrado, sucesivamente, en los Primer y Segundo Frentes Bálticos con los que participó en la ofensiva del Báltico que supuso la liberación de los países bálticos de la ocupación nazi. Después permaneció estacionado en la zona del Báltico hasta el final de la guerra.

### Posguerra
Después de la guerra, fue nombrado comandante del 45.º Ejército como parte del Frente Transcaucásico (en septiembre de 1945, paso a llamarse Distrito Militar de Tbilisi). En abril de 1946 fue puesto al mando del 7.º Ejército de Guardias del mismo distrito. En abril de 1949 se graduó en los Cursos Académicos Superiores de la Academia Militar del Estado Mayor de las Fuerzas Armadas de la URSS y fue nombrado comandante del 38.º Ejército del Distrito Militar de los Cárpatos.
En mayo de 1955, fue asignado como comandante del Distrito Militar de los Urales del Sur, en febrero de 1958 - comandante del Distrito Militar Trans-Baikal, en junio de 1960 - comandante del Distrito Militar de los Urales, y desde julio de 1961 - comandante del Distrito Militar del Lejano Oriente. Desde noviembre de 1963 ocupó el puesto de jefe de los Cursos de Oficiales Centrales de Tiro, permaneció en este puesto hasta mayo de 1969 cuando fue nombrado inspector asesor del Grupo de Inspectores Generales del Ministerio de Defensa de la URSS, un puesto meramente honorífico.
Además de su carrera militar fue diputado de la VI Convocatoria del Sóviet Supremo de la Unión Soviética (1962-1966), diputado de la V Convocatoria del Sóviet Supremo de la RSFS de Rusia (1959-1963), diputado de la IV Convocatoria del Sóviet Supremo de la RSS de Ucrania (1955-1959) y miembro del Presídium del Comité Judío Antifascista.
Vivió en la ciudad de Moscú donde murió el 29 de noviembre de 1969 a los 64 años de edad, fue enterrado en el cementerio Novodévichi de la capital moscovita.

## Promociones
- Mayor (1936)
- Coronel (29 de noviembre de 1938)

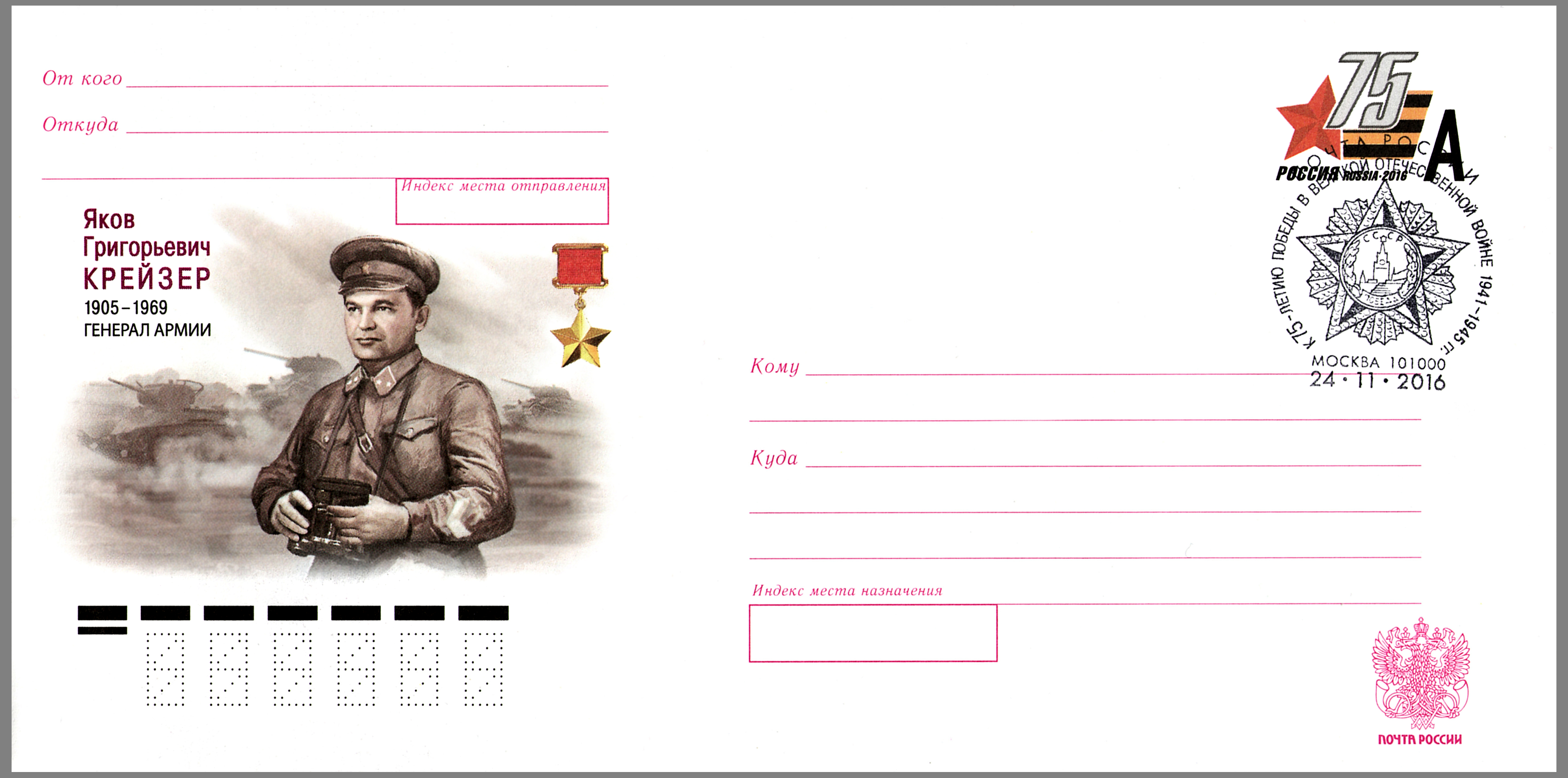
Sobre postal ruso de 2016 dedicado a Yákov Kreizer emitido en la serie 75.º Aniversario de la Victoria en la Gran Guerra Patria.

- Mayor general (7 de agosto de 1941)
- Teniente general (14 de febrero de1943)
- Coronel general (2 de julio de 1945)
- General del ejército (27 de abril de 1962).[3]

## Condecoraciones
A lo largo de su carrera militar Yákov Kreizer fue galardonado con las siguientes condecoraciones.
|  | Héroe de la Unión Soviética (n.º 561; 22 de julio de 1941)                                                                                  |
|  | Orden de Lenin, cinco veces (16 de agosto de 1936, 22 de julio de 1941, 6 de mayo de 1945, 3 de noviembre de 1955 y 4 de noviembre de 1965) |
|  | Orden de Suvórov de 2.do grado (14 de febrero de 1943)                                                                                      |
|  | Orden de Kutúzov de 1.er grado (17 de septiembre de 1943)                                                                                   |
|  | Orden de Bohdán Jmelnitski de 1.er grado (19 de marzo de 1944)                                                                              |
|  | Orden de Suvórov de 1.er grado (16 de mayo de 1944)                                                                                         |
|  | Orden de la Bandera Roja, cuatro veces (3 de noviembre de 1944, 9 de diciembre de 1944, 20 de junio de 1951 y 22 de febrero de 1968)        |
|  | Medalla por la Defensa de Moscú |
|  | Medalla por la Defensa de Stalingrado (1942)                                                                                                |
|  | Medalla por la Victoria sobre Alemania en la Gran Guerra Patria 1941-1945 (1945)                                                            |
|  | Medalla Conmemorativa del 20.º Aniversario de la Victoria en la Gran Guerra Patria de 1941-1945 (1965)                                      |
|  | Medalla del 20.º Aniversario del Ejército Rojo de Obreros y Campesinos                                                                      |
|  | Medalla del 30.º Aniversario de las Fuerzas Armadas de la URSS                                                                              |
|  | Medalla del 40.º Aniversario de las Fuerzas Armadas de la URSS                                                                              |
|  | Medalla del 50.º Aniversario de las Fuerzas Armadas de la URSS                                                                              |
|  | Medalla del 20.º Aniversario del Ejército Popular Búlgaro (Bulgaria, 22 de agosto de 1964)                                                  |